# ATC-kod C02: Antihypertensiva medel
ATC-kod C02: Antihypertensiva medel är en del av klassificeringssystemet ATC (Anatomical Therapeutic Chemical Classification System) för läkemedel och vissa andra medicinska produkter. ATC utvecklas av WHO och består av alfanumeriska koder indelade i grupper utifrån anatomi, medicinsk funktion och läkemedelstyp på 5 olika kodnivåer. Denna sida utgör innehållet i en specifik grupp på nivå 2.

## C02ASympatikusdämpande medelmed central verkan

### C02AARauwolfia-alkaloider
C02AA01 Rescinnamin
C02AA02 Reserpin
C02AA03 Kombinationer av rauwolfia-alkaloider
C02AA04 Rauwolfia-alkaloider, hela roten
C02AA05 Deserpidin
C02AA06 Metoserpidin
C02AA07 Bietaserpin
C02AA52 Reserpin, kombinationer
C02AA53 Kombinationer av rauwolfia-alkaloider, kombinationer
C02AA57 Bietaserpin, kombinationer

### C02ABMetyldopa
C02AB01 Metyldopa (l-formen)
C02AB02 Metyldopa (racemat)

### C02ACImidazolin-receptoragonister
C02AC01 Klonidin
C02AC02 Guanfacin
C02AC04 Tolonidin
C02AC05 Moxonidin
C02AC06 Rilmenidin

## C02BGanglie-blockerande medel

### C02BASulfonium-derivat
C02BA01 Trimetafan

### C02BB Sekundära och tertiäraaminer
C02BB01 Mekamylamin

### C02BC Biskvartäraammoniumföreningar
Inga undergrupper.

## C02CSympatikusdämpande medelmed perifer verkan

### C02CAAlfa-1-receptor-blockerande medel
C02CA01 Prazosin
C02CA02 Indoramin
C02CA03 Trimazosin
C02CA04 Doxazosin
C02CA06 Urapidil

### C02CCGuanidin-derivat
C02CC01 Betanidin
C02CC02 Guanetidin
C02CC03 Guanoxan
C02CC04 Debrisokin
C02CC05 Guanoklor
C02CC06 Guanazodin
C02CC07 Guanoxabens

## C02D Medel som relaxerarglatt muskulaturi perifera kärl

### C02DABensotiadiazin-derivat
C02DA01 Diazoxid

### C02DBHydralaziner
C02DB01 Dihydralazin
C02DB02 Hydralazin
C02DB03 Endralazin
C02DB04 Cadralazin

### C02DCPyrimidinderivat
C02DC01 Minoxidil

### C02DDNitroferricyanider
C02DD01 Nitroprussid

### C02DGGuanidin-derivat
C02DG01 Pinacidil

## C02K Övrigaantihypertensiva medel

### C02KAAlkaloider, exklrauwolfia
C02KA01 Veratrum

### C02KBTyrosinhydroxylas-hämmare
C02KB01 Metirosin

### C02KCMAO-hämmare
C02KC01 Pargylin

### C02KDSerotonin-antagonister
C02KD01 Ketanserin

### C02KX Övriga antihypertensiva medel
C02KX01 Bosentan
C02KX02 Ambrisentan
C02KX03 Sitaxentan

## C02LAntihypertensiva medeli kombination meddiuretika

### C02LARauwolfia-alkaloideroch diuretika
C02LA01 Reserpin och diuretika
C02LA02 Rescinnamin och diuretika
C02LA03 Deserpidin och diuretika
C02LA04 Metoserpidin och diuretika
C02LA07 Bietaserpin och diuretika
C02LA08 Rauwolfia-alkaloider, hela roten, och diuretika
C02LA09 Syrosingopin och diuretika
C02LA50 Kombination av rauwolfia-alkaloider och diuretika inkl andra kombinationer
C02LA51 Reserpin och diuretika, inkl kombinationer med andra läkemedel
C02LA52 Rescinnamin och diuretika, inkl kombinationer med andra läkemedel
C02LA71 Reserpin och diuretika, kombinationer med neuroleptika

### C02LBMetyldopaochdiuretika
C02LB01 Metyldopa och diuretika

### C02LCImidazolin-receptoragonister i kombination med diuretika
C02LC01 Klonidin och diuretika
C02LC05 Moxonidin och diuretika
C02LC51 Klonidin och diuretika, kombinationer med andra medel

### C02LEAlfa-adrenoceptor-blockerande medel och diuretika
C02LE01 Prazosin och diuretika

### C02LFGuanidin-derivat och diuretika
C02LF01 Guanetidin och diuretika

### C02LGHydrazinophthalazin-derivat och diuretika
C02LG01 Dihydralazin och diuretika
C02LG02 Hydralazin och diuretika
C02LG03 Picodralazin och diuretika
C02LG51 Dihydralazin och diuretika i kombination med andra medel
C02LG73 Picodralazin och diuretika, kombinationer med neuroleptika

### C02LKAlkaloider, exklrauwolfia, i kombination med diuretika
C02LK01 Veratrum och diuretika

### C02LLMAO-hämmareoch diuretika
C02LL01 Pargylin och diuretika

### C02LNSerotonin-antagonister och diuretika
Inga undergrupper.

### C02LX Andra antihypertensiva medel och diuretika
C02LX01 Pinacidil och diuretika

## C02N Kombinationer avantihypertensiva medeli ATC-grupp C02
Inga undergrupper.

### Engelska
- WHO Collaborating Centre for Drug Statistics Methodology - ATC Index
- WHO Collaborating Centre for Drug Statistics Methodology - ATCvet Index

### Svenska
- SIL online
- FASS.se - ATC
- FASS.se - Veterinär-ATC
- Sök läkemedelsfakta - Läkemedelsverket
- Socialstyrelsen : Klassifikationer
- Nationellt produktregister för läkemedel - NPL